# CV-379
La CV-379 es una carretera local de la Comunidad Valenciana, comunica Chiva con Gestalgar.

## Nomenclatura
La CV-379 es una carretera local que pertenece a la Diputación Provincial de Valencia, es una carretera que conecta las poblaciones de Chiva y Gestalgar.Su nombre viene de la CV (que indica que es una carretera autonómica de la Comunidad Valenciana) y el 379, es el número que recibe dicha carretera, según el orden de nomenclaturas de las carreteras secundarias de la Comunidad Valenciana.

## Historia
La CV-379 sustituyó a la carretera local  VV-6301  que tenía el mismo recorrido.

## Trazado Actual
La CV-379 inicia su recorrido como carretera convencional en Chiva, junto a la estación de ferrocarril y recorre los términos municipales de esta población y Gestalgar finalizando su recorrido en esta última población.